# Política do Canadá
A política do Canadá funciona dentro do sistema de democracia representativa e um sistema federal representado por um parlamento eleito. O primeiro-ministro do Canadá é considerado responsável por todas as suas ações na e para a Câmara dos Comuns. Se a Câmara dos Comuns reprovar uma emenda importante, criado pelo partido político em poder - do qual o primeiro-ministro é líder - ou se a Câmara dos Comuns decidir por uma votação de no confidence (voto de desconfiança), e a maioria dos membros do Senado apoiar tal voto, o primeiro-ministro ou renuncia de sua posição ou pede ao Governador General a dissolução do parlamento do Canadá para o início de novas eleições.
Os cidadãos canadenses elegem os membros da Câmara dos Comuns. O líder do partido político com mais membros eleitos na Câmara dos Comuns torna-se automaticamente o primeiro-ministro do país. No Canadá, em geral, os eleitores precisam ter ao menos 18 anos de idade e terem cidadania canadense para poderem votar. Porém, cada província tem o direito de impor suas regulações nas votações nacionais.

## Constituição
A estrutura governamental do Canadá foi originalmente estabelecida pelo Parlamento do Reino Unido através do British North America Act (agora conhecido como Constitution Act, 1867), mas o modelo federal e a divisão dos poderes foi foram criados por políticos canadenses. Particularmente após a I Guerra Mundial, os cidadãos dos domínios de auto-governo, como o Canadá, começaram a desenvolver um forte senso de identidade, e, na Declaração Balfour de 1926, o governo britânico manifestou a sua intenção de conceder total autonomia para essas regiões.
Assim, em 1931, o Parlamento britânico aprovou, pelo Estatuto de Westminster, o reconhecimento legal, dando a autonomia do Canadá e de outros domínios. Após isso, os políticos canadenses foram incapazes de obter consenso sobre um processo para emendar a constituição até 1982, ou seja, alterações à Constituição do Canadá continuaram a exigir a aprovação do parlamento britânico até essa data. Da mesma forma, o Comitê Judicial do Conselho Privado na Grã-Bretanha continuou a tomar a decisão final sobre recursos criminais até 1933 e sobre os recursos cíveis até 1949.
A Constituição do Canadá está em parte escrita e em parte não-escrita. As partes não-escritas consistem principalmente em costumes, incluindo o Gabinete, como forma de governo. Basicamente, toda a parte escrita da Constituição do Canadá está escrita na Ato da Constituição de 1982. Esta inclui o Ato da América do Norte Britânica, a antiga constituição do Canadá, base do governo do país desde sua independência em 1867 até 1982. Outras partes escritas da constituição canadense estão escritas em leis ordinárias e decisões judiciárias. O Ato da Constituição de 1992 terminou com o controle do Reino Unido sobre as emendas da Constituição do Canadá, e acabou com quaisquer poderes (a maioria virtuais, simbólicos) restantes que o Reino Unido tinha sobre o Canadá. Anteriormente o parlamento britânico tinha que aprovar muitas das emendas da Constituição canadense.
Atualmente, novas emendas à Constituição do Canadá precisam ser aprovadas pela Câmara dos Comuns, por Ontário, do Quebec, por ao menos duas das quatro províncias do atlântico - Ilha do Príncipe Eduardo, Novo Brunswick, Nova Escócia e Terra Nova e Labrador) - e por pelo menos duas das quatro províncias do oeste canadense - Alberta, Colúmbia Britânica, Manitoba e Saskatchewan. Uma província aprova uma emenda quando a maioria de seus eleitores votaram a favor da nova emenda. O Senado canadense também possui o direito de votar nas emendas, mas, caso seja contra, pode adiar a entrada da nova emenda por ao máximo 180 dias - caso a emenda seja aprovada.

## Gabinete
O Gabinete do Canadá possui um importante papel na política nacional. Este Gabinete é baseado no Sistema de Westminster.
O Gabinete é basicamente um conselho de ministros, liderados pelo primeiro-ministro do país. Cada um dos ministros é escolhido pelo primeiro-ministro - quase sempre os ministros escolhidos são membros do partido do primeiro-ministro, embora este possa escolher um membro de outro partido político. Os ministros são responsáveis por presidir certos departamentos governamentais. Estes ministros automaticamente perdem estas posições se o primeiro-ministro é substituído, decide renunciar, ou se há mudanças feitas pelo primeiro-ministro no Gabinete.
Já os ministros-deputados servem como o presidente, em caráter permanente, dos departamentos governamentais. Os ministros-deputados são responsáveis por aconselhar e administrar as tarefas dos ministros.

## Parlamento (Poder Legislativo)

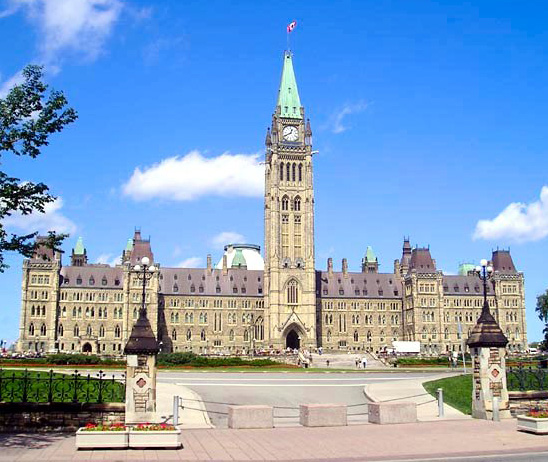
Parlamento do Canadá.

O Parlamento do Canadá é a Legislatura nacional do Canadá, que consiste do monarca reinante, da Câmara dos Comuns e pelo Senado, sendo que a primeira é muito mais influente na política do Canadá do que a segunda.

### Senado

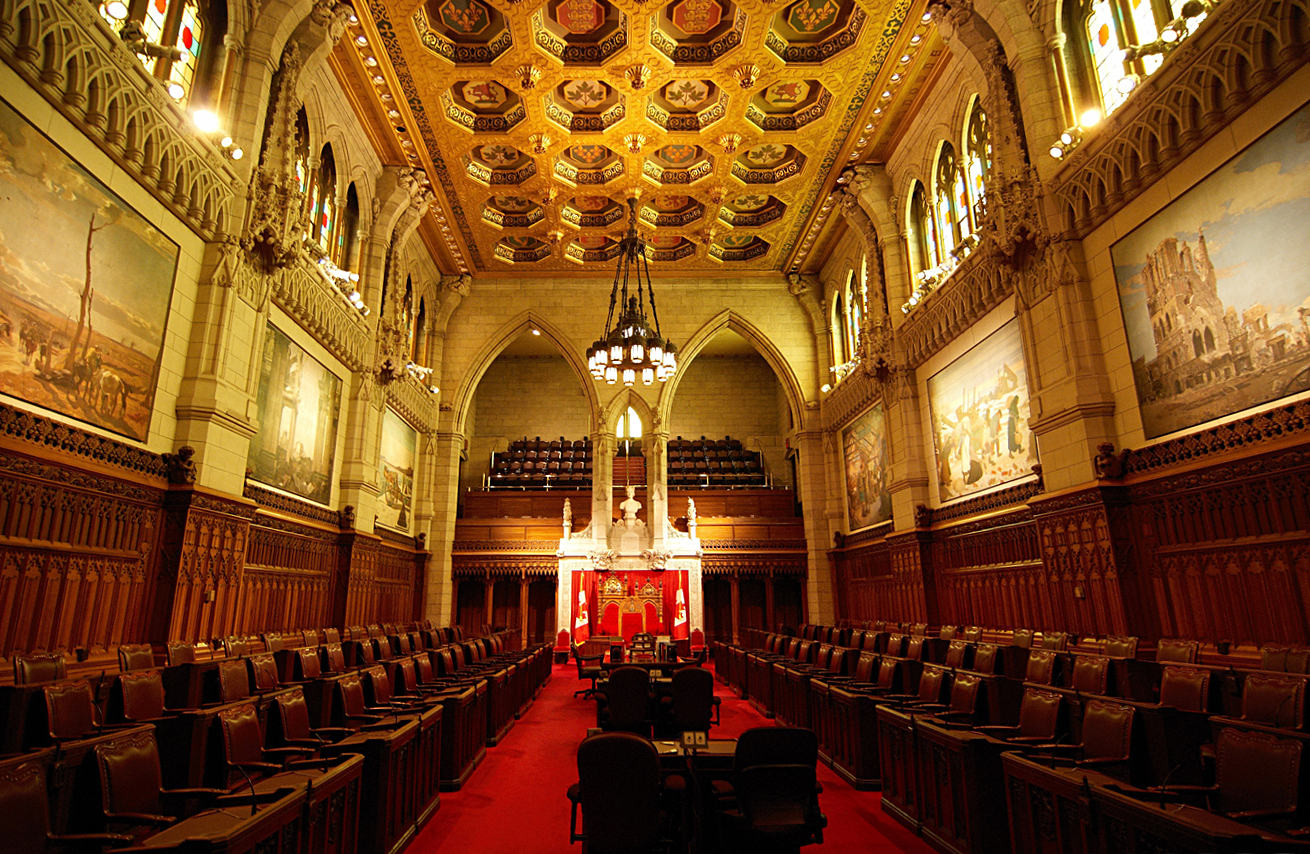
Senado do Canadá.

O Senado é constituído atualmente por 105 membros. Estes membros são indicados pelo primeiro-ministro e aprovados simbolicamente pelo Governador-Geral. Cada subdivisão tem direito a um certo número de senadores, que depende da população da subdivisão. O Senado é presidido pelo Presidente (Speaker).
O Senado do Canadá possui muito menos poderes do que a Câmara dos Comuns. Podem reprovar leis e emendas, mas no caso das emendas, e com a aprovação da Câmara dos Comuns, o Senado pode apenas adiar a introdução destas emendas por um período de até 180 dias. Além disto, o Senado não possui o direito de criar leis que envolvam o gasto de fundos públicos.

### Câmara dos Comuns

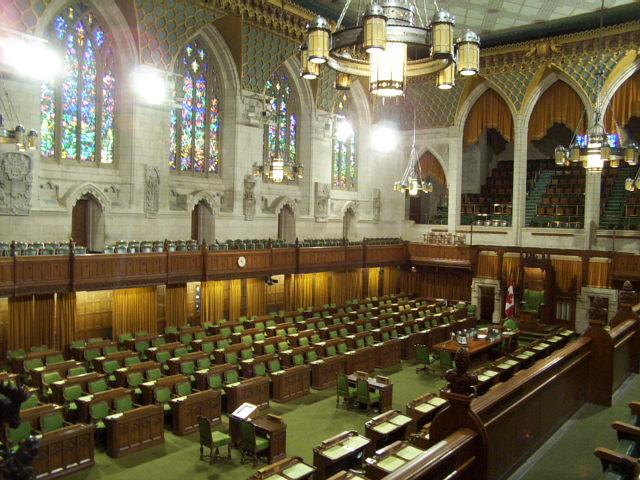
Câmara dos Comuns do Canadá.

A Câmara dos Comuns é constituída atualmente por 338 membros. O Canadá é dividido em 338 distritos eleitorais, cada uma possuindo de 100 a 115 mil habitantes. Cada um destes 308 distritos elege um membro para a Câmara dos Comuns. Naturalmente, províncias mais populosas possuem mais distritos eleitorais. Os membros da Câmara dos Comuns elegem um Presidente), que preside encontros na Câmara dos Comuns. O Presidente mantém ofício até que novas eleições sejam realizadas.
O primeiro-ministro pode pedir ao governador-geral a dissolução do Parlamento, e pedir por novas eleições, a qualquer momento desejado pelo primeiro-ministro. Apenas uma vez este pedido foi recusado, em 1926 - um pedido de Mackenzie King, recusado por Lord Byng. O primeiro-ministro não possui um mandato fixo; por costume, o primeiro-ministro costuma pedir novas eleições a cada quatro anos, e eles podem ser reeleitos quantas vezes quiserem (bastando continuar a ser o líder do partido político com mais posições na Câmara dos Comuns).

## Poder Judiciário (Cortes judiciárias)

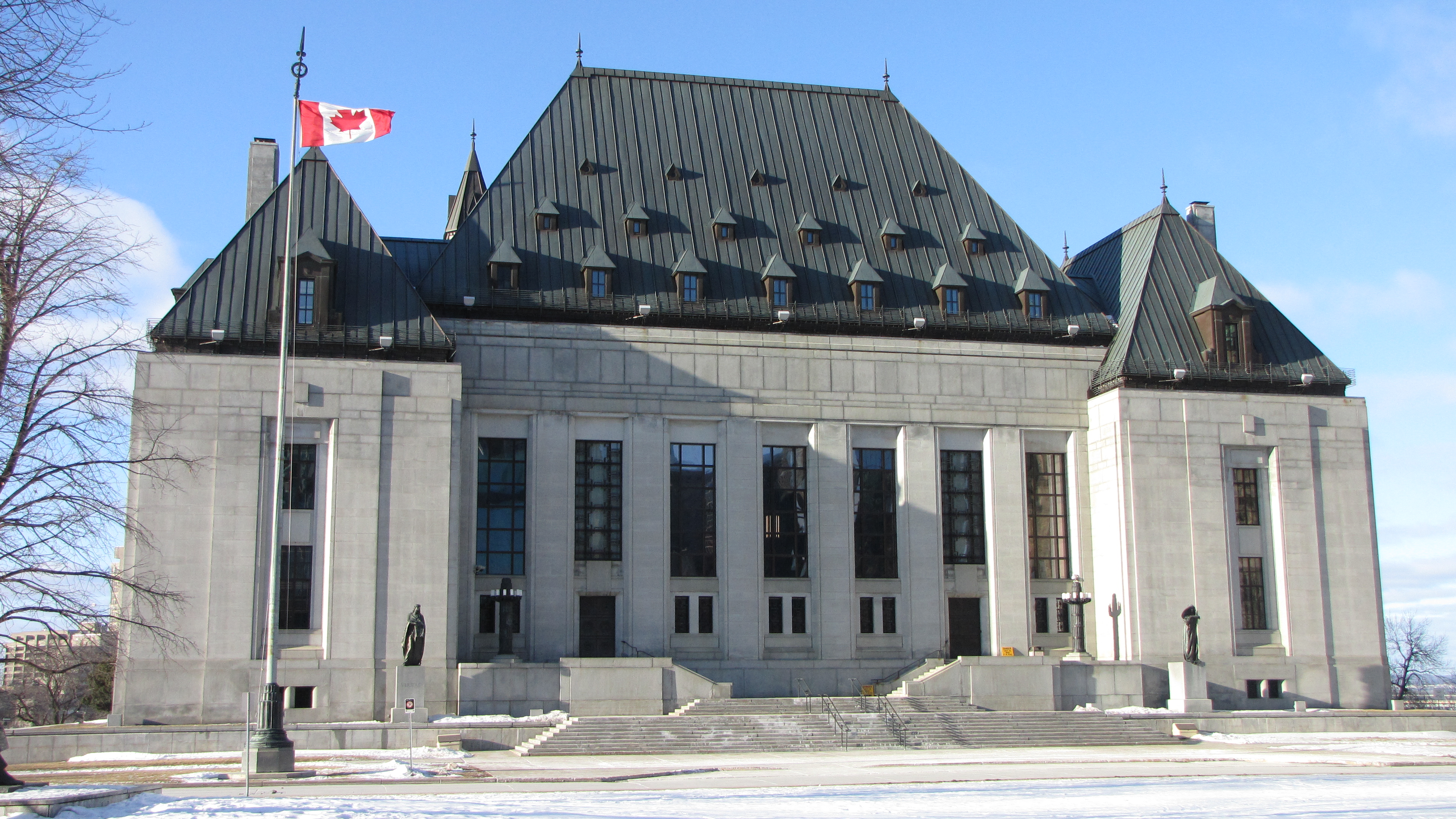
Suprema Corte do Canadá.

As cortes mais poderosas do poder judiciário do Canadá são a Suprema Corte do Canadá e a Corte Federal do Canadá. A justiça é administrada por cortes nacionais, provinciais/territoriais e municipais.
- A Suprema Corte do Canadá é a corte judiciária mais poderosa do país. É constituída de oito juízes diferentes (puisne) e um Chefe da Justiça, que são indicados pelo Gabinete e aprovados simbolicamente pelo governador-geral. A Corte Suprema atende a casos criminais e casos civis.
- A Corte Federal do Canadá é dividida em duas partes. A primeira, chamada de trial Division consiste em 13 juízes e um Chefe de Justiça, e atende a casos que afetam diretamente o governo do Canadá. Já a Appeals Division atende a queixas de um dos lados da Trial Division, e é constituída por dez juízes e um Chefe de Justiça.

O Código Penal é uniforme por todo o país, e está diretamente sob jurisdição federal. Já o Código Civil do Canadá está baseado na Common Law do Reino Unido - exceto na província de Quebec. Em 1774, o Reino Unido deu a Quebec o direito de reter o Código Civil francês, em uso desde o início da colonização da província pelos franceses.

## Criação e aprovação de leis
O Parlamento do Canadá considera dois tipos de leis: leis públicas, que valem em toda a nação, ou leis privadas, que valem a apenas um pequeno grupo em particular de pessoas. Estas leis são discutidas por três sessões da Câmara dos Comuns, três sessões no Senado, e são então aprovadas simbolicamente pelo governador-geral. Muitas leis podem ser criadas tanto na Câmara dos Comuns quanto no Senado - porém, leis que lidam com gastos públicos ou com impostos precisam ser criadas na Câmara dos Comuns. Tais leis não podem ser reprovadas pelo Senado, apenas adiadas.

## Moeda
A moeda do país é o dólar canadense. Apenas o governo federal pode autorizar a fabricação de moedas.  Moedas são produzidas pela Royal Canadian Mint, localizada em Ottawa e em Winnipeg. Já a produção de notas é feita pelo Banco do Canadá, o banco central do país.
Os poderes de taxação (cobrança de impostos) do governo do Canadá são ilimitados. Os governos provinciais cobram, além disso, impostos a nível provincial - onde a aplicação de impostos é restrita apenas à renda, venda de produtos e propriedade - bem como as municipalidades - que podem cobrar impostos de terrenos localizados dentro dos limites municipais.

## Governos das províncias e dos territórios

### Governos provinciais

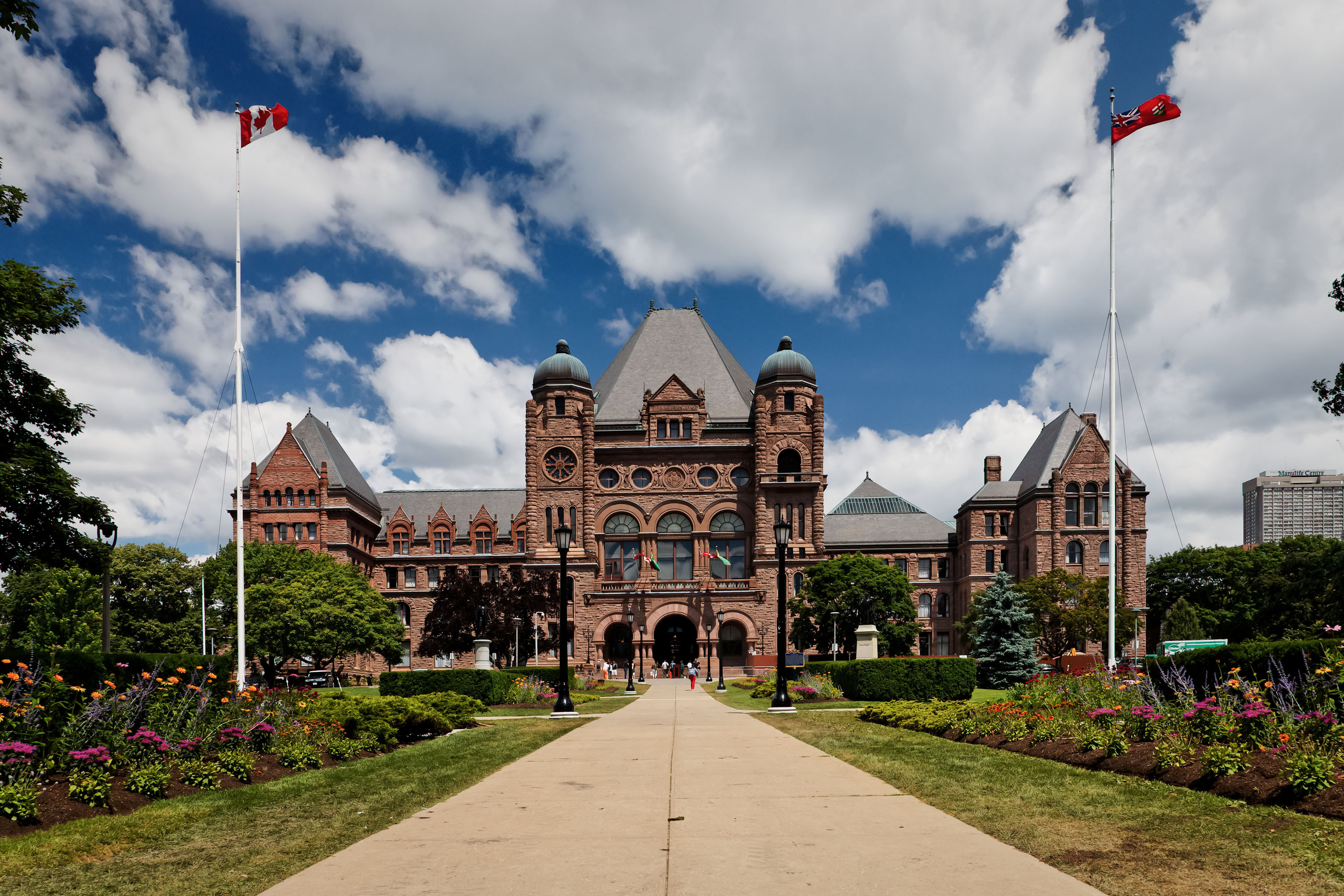
Assembleia legislativa da província de Ontario.

Cada província possui um vice-governador, escolhido diretamente pelo governador-geral do Canadá. O Tenente Governador precisa ter atuado por algum tempo no governo federal. O Tenente Governador é um representante provincial do Governador General, e como tal, possui um papel apenas simbólico no governo provincial.
É um premier o atual chefe de governo da província. O premier é o líder do partido político com mais posições no Poder Legislativo do governo provincial. Estes membros são escolhidos pelos habitantes da província. O Poder Legislativo nas províncias é chamado de Legislative Assembly (Assembleia Legislativa) - exceto em Quebec, onde ela é chamada de National Assembly (Assembleia Nacional), e em Terra Nova e Labrador, onde ela é chamada de House of Assembly (Câmara da Assembleia).
Cada província é responsável pela administração da educação, justiça, instituições municipais, propriedade e códigos civis dentro dos limites provinciais. O governo federal possui o poder de anular qualquer lei aprovada pelo Poder Legislativo de uma província. Porém, isto raramente acontece, e em toda a história do Canadá, o governo federal anulou apenas aproximadamente cem das dezenas de milhares de leis aprovadas pelas províncias.

### Governos territoriais

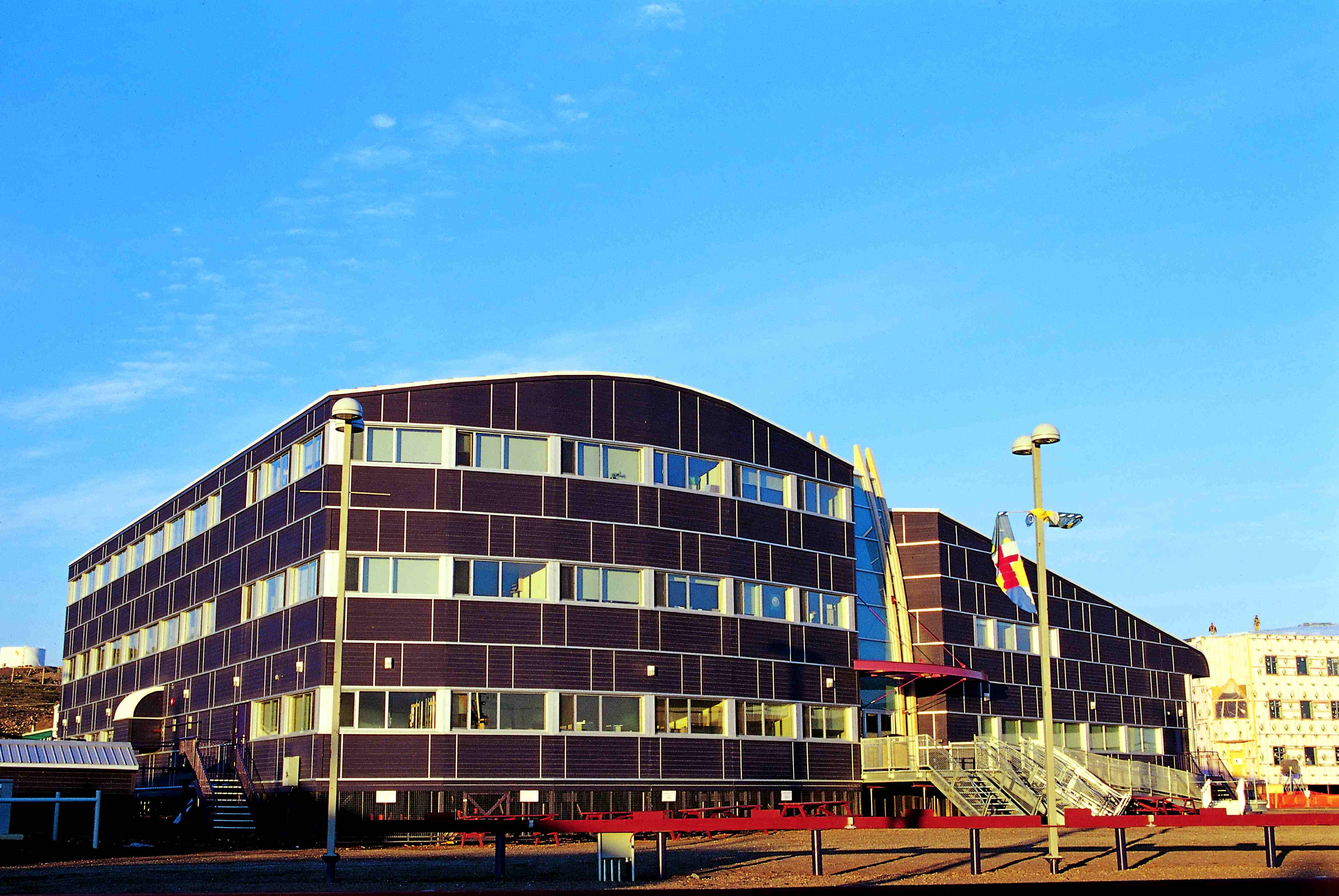
Assembleia legislativa do território de Nunavut.

Cada um dos três territórios canadenses possui governos próprios, que possuem muito menos poder e autonomia do que os governos provinciais. Estes governos são responsáveis pelo fornecimento de serviços médicos e escolares pelo território, bem como policiamento e manutenção da ordem e da lei.
Os três territórios são governados por um líder de governo, um Conselho Executivo e uma Assembleia Legislativa. Em Nunavut e nos Territórios do Noroeste, o líder de governo é chamado de premier. Em todos os três territórios, os líderes de governo e os membros da Assembleia Legislativa são escolhidos pela população, e os membros do Conselho Executivo são escolhidos pelos membros da Assembleia. Cada um dos territórios possui um Commissioner - um chefe de governo simbólico escolhido pelo governo federal.
A Assembleia Legislativa de Nunaut é constituída por 19 membros, a dos Territórios do Noroeste possui 14 membros e a de Yukon possui 17 membros. Cada um dos territórios possui um representante na Câmara dos Comuns.

### Relações entre o governo federal e os governos provinciais
Os pais da independência do Canadá queriam um forte governo central. Por isto, à época da independência, os governos provinciais receberam apenas 16 poderes, todos de pouca importância, enquanto o governo federal era o responsável pela execução de todos os outros poderes - bem como o direito de anular qualquer lei aprovada por um governo provincial.
Porém, gradualmente, as províncias receberam mais poderes, tornando-se mais fortes, e adquirindo maior autonomia em relação ao governo federal - aumentando debates nas divisões de poderes federais e provinciais.
Atualmente, as relações entre o governo federal e os diversos governos provinciais é um problema muito discutido na política do Canadá. O Quebec quer a preservação e o fortalecimento de seu sistema político, social e cultural, as províncias do oeste querem maior controle sobre seus recursos naturais (petróleo, gás natural, minérios, etc), Ontário está preocupado com sua indústria, e as províncias do Atlântico esforçam-se para não se tornarem cada vez menos influentes do que o resto do país.
Para a certeza de que programas provinciais como saúde e educação sejam fornecidos ao longo do Canadá, as províncias mais pobres e os territórios do Canadá recebem uma proporção maior de fundos do governo federal do que as províncias mais ricas. Isto tem sido um assunto controverso no país. As províncias mais ricas querem que cada província receba estas verbas de acordo com a proporção da população da província, alegando que sua população paga mais impostos federais do que recebem em fundos federais. Já as províncias mais pobres e os territórios querem mais verbas, para o fornecimento destes serviços públicos - alegando que impostos provinciais mais as verbas vindas do governo federal são insuficientes para a manutenção destes serviços.

## OQuebecno Canadá

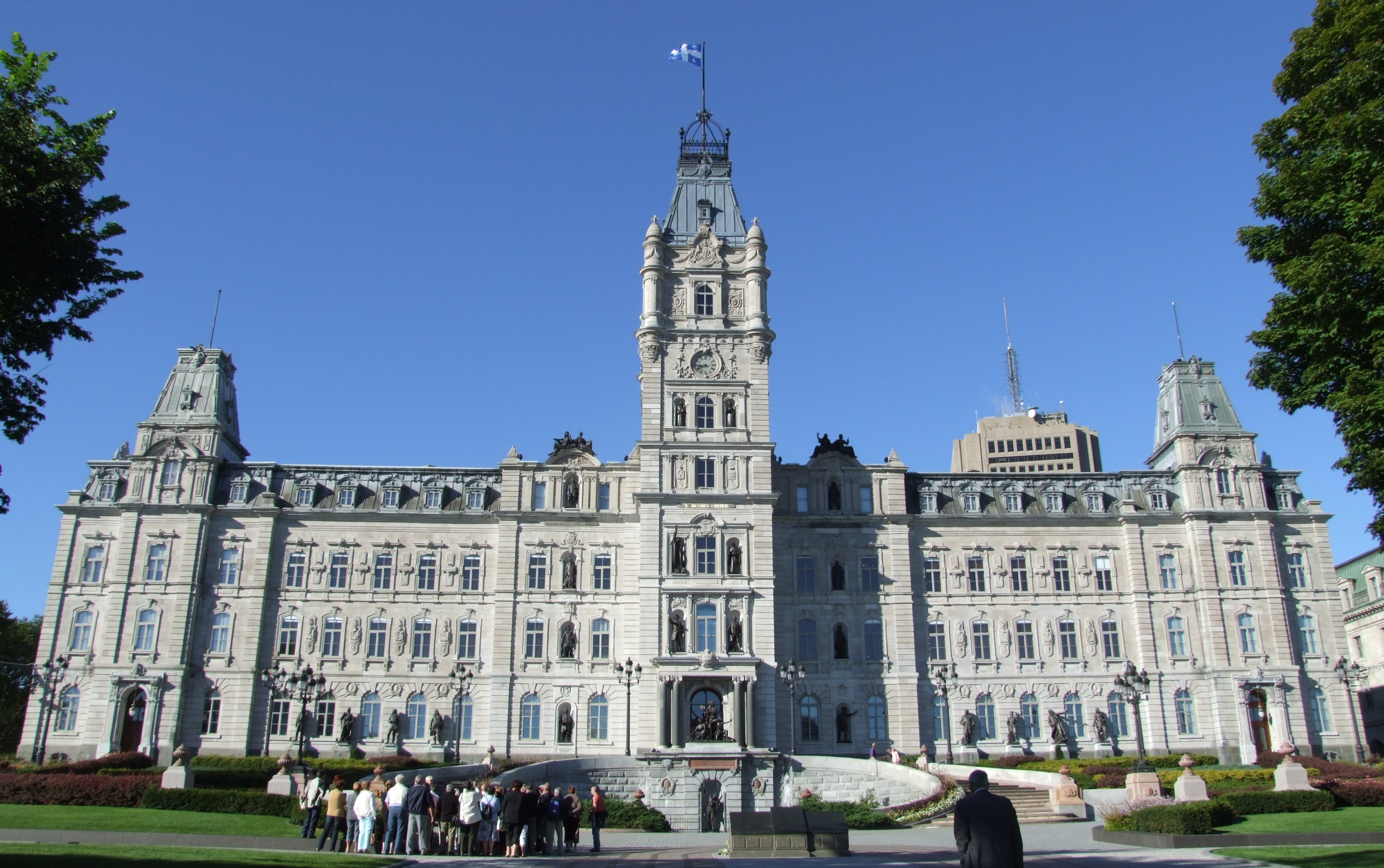
Parlamento Nacional do Quebec.

Exceto por três curtas transições de governo ou governos minoritários, primeiros-ministros de origem quebequense (Pierre Elliott Trudeau, Brian Mulroney e Jean Chrétien) têm liderado o Canadá desde 1967.
Espera-se dos primeiros-ministros que eles sejam fluentes em inglês e que apresentem algum grau de domínio da língua francesa. Partidos políticos do Canadá dão preferência a candidatos que possuem fluência em ambas as línguas.
Por lei, três das nove posições na Corte Suprema do Canadá precisam ser quebequenses.

## Dados gerais
Nome do país
- Nome convencional: Canadá
- Nome oficial: Dominion of Canada

Data code: CA
Formato de governo: Monarquia Constitucional
Capital: Ottawa
Divisões administrativas
- Dez províncias: Alberta, Colúmbia Britânica, Ilha do Príncipe Eduardo, Manitoba, Novo Brunswick, Nova Escócia, Ontário, Quebec, Saskatchewan, Terra Nova e Labrador.
- Três territórios: Nunavut, Territórios do Noroeste, Yukon.

Feriado nacional (independência): Dia do Canadá, 1 de julho (de 1867)
Constituição: Baseada em várias convenções não escritas, bem como o Ato da Constituição do Canadá, de 1982, e o Ato da América do Norte Britânica, de 1867.
Sistema legal: excepto pelo código penal, é baseado no sistema legal do Reino Unido (Common Law). Não válido na província de Quebec, que usa um sistema de código civil centralizado no Código Civil de Quebec, que é baseada no sistema judiciário da França pré-revolução.
Sufrágio: Todos os cidadãos com 18 anos de idade ou mais (exceto na Colúmbia Britânica, onde o mínimo é de 19 anos). Somente cidadãos canadenses podem votar. Dois cidadãos canadenses não podem votar: o chefe oficial da câmera eleitoral e o deputado-chefe da câmera eleitoral (responsáveis por administrar as eleições nacionais).
Poder Executivo
- Chefe de estado: Rainha Isabel II, Rainha do Canadá (desde 6 de fevereiro de 1952), representada pela governadora-general Mary Simon (desde 26 de julho de 2021)
- Chefe do governo: Primeiro-ministro Justin Trudeau (desde 4 de novembro de 2015)
- Gabinete: Ministros (são aproximadamente trinta) escolhidos pelo primeiro-ministro do Canadá, que lideram os vários departamentos governamentais (ministérios) e agências governamentais do país. Geralmente, estes ministros são membros do mesmo partido político do primeiro-ministro.
- Eleições: O posto de monarca canadense, chefe do Estado do Canadá, é hereditário. O governador-geral é indicado pelo primeiro-ministro, aprovado oficialmente pelo monarca, e serve a mandatos ilimitados, mas na prática de até cinco anos de duração. Após eleições nacionais (legislativas), o líder do partido com mais postos na Câmara dos Comuns é automaticamente designado pelo Governador General ao posto de Primeiro-Ministro.

Poder Legislativo: Consiste em um sistema bicameral - a Câmara dos Comuns e o Senado. O Senado é formado por 105 membros, indicados pelo primeiro-ministro, e aprovados simbolicamente pelo governador-geral. Os Senadores servem em suas posições até a idade de 75 anos. A Câmara dos Comuns possui atualmente 308 membros, eleitos pelos habitantes do país, e que servem a mandatos de até cinco anos de duração.
- Eleições: Câmara dos Comuns - a última foi realizada em 2 de maio de 2011
- Resultados da eleição (mai 2011): percentagem dos votos por partido - Partido Liberal 18,9 %, Partido Conservador 39,6%, Novo Partido Democrático 30,6%, Bloco Quebequense 6 %, outros: 0,3%. Posições por partido - Partido Liberal 35, Partido Conservador 166, Bloco Quebequense 4, Novo Partido Democrático 103, Partido Verde 1.

Poder Judiciário: Suprema Corte do Canadá, os juízes são indicados pelo Gabinete e aprovados simbolicamente pelo governador-geral, sem revisão parlamentar.
Os partidos políticos no governo do Canadá e seus líderes
- Partido Conservador do Canadá -  Andrew Scheer
- Novo Partido Democrático - Jagmeet Singh
- Partido Liberal do Canadá - Justin Trudeau
- Bloco Quebequense - Yves-François Blanchet
- Partido Verde do Canada - Elizabeth May

Descrição da bandeira: Três faixas verticais, sendo que as faixas laterais são vermelhas, e a faixa central é branca. A faixa central possui uma maple leaf inscrita no centro. Veja Bandeira do Canadá para mais informações.